# Caffa
Pour les articles homonymes, voir Caffa (homonymie).
Caffa est une ville fortifiée et colonie génoise de Gazarie située en Crimée. La cité est située sur l'emplacement de la ville actuelle de Théodosie sur la rive ouest de la baie de Théodosie (en).
La cité est construite au XIIIe et XIVe siècle pour défendre les possessions de la république de Gênes en Crimée. En 1346, le siège de la ville par les Mongols offre une porte d'entrée à la peste noire vers l'Europe. Les Mongols ne parviennent pas à prendre la ville qui se développe encore au XVe siècle jusqu'à la prise de la principauté de Théodoros par les Ottomans en 1475.

## Histoire

### Fondation
Située à l’extrémité occidentale de la route de la soie, la Crimée est intégrée à la Horde d'Or (partie occidentale de l'empire mongol) en 1249, et devient un carrefour logistique naturel entre l'Asie et les villes méditerranéennes.
Le comptoir de Caffa y est créé par la République de Gênes en 1266 avec l'accord des frères Möngke et Berké, tous deux khans mongols et petit-fils de Gengis Kahn,. Expulsé en 1308 par le Khan Toqtaï, les Génois se réinstalle à Caffa en 1316 sous Özbeg, en échange de privilégier le chemin commercial de la Horde à l'Ilkhanate. Au XIVe siècle, Caffa devient le principal port marchand en mer Noire, concurrencé par le comptoir vénitien de Tana érigé en 1332 au niveau de la ville actuelle d'Azov sur le fleuve Don et relié par voie terrestre à Sarai Berke (aujourd'hui Voljski), capitale de la Horde d'Or.
La citadelle de Caffa est érigée entre 1340 et 1343 sur une colline située à l'ouest de la baie de Théodosie. Le site présente des pentes abruptes vers la mer facilitant sa défense. La citadelle est construite en calcaire extrait d'affleurements situés sur les pentes des montagnes environnantes. Sur les 718 m de murs de la citadelle initialement construits, 469 m ont été préservés, atteignant une hauteur de 11 m et 2 m d'épaisseur.

### Siège de 1346
En 1343, la ville de Caffa est assiégée par le Khan Djanibeg. Les habitants du comptoir voisin de Tana se replient sur Caffa, mieux défendue, bénéficiant d'un meilleur approvisionnement par la mer et protégée par deux murs d'enceinte.
Le siège dure deux ans à la suite desquels les armées mongoles sont contraintes de se retirer après avoir été décimées par la peste noire. Avant de se retirer, Djanibeg décide de projeter par-dessus les murs d’enceinte de la ville des cadavres de pestiférés. Cette stratégie est connue comme l'une des premières utilisations d'une arme bactériologique dans l'Histoire. Touchés à leur tour par l'épidémie, les Génois sont contraints d'abandonner la ville après la levée du siège par les Mongols. La dispersion des marchands italiens en Méditerranée, transportant avec eux des rats infestés de puces, fut à l'origine de la deuxième pandémie de peste en Europe.

### Retrait des comptoirs de Gazarie
La ville devient au XIVe et XVe siècle un centre de commerce important. Le port de la ville est alors capable d'accueillir plus de deux cents navires et la cité compte, à la fin du XVe siècle, environ 70 000 habitants, génois à 80 %,. Une grande partie du commerce en mer Noire passe par Caffa, les Génois essayant à plusieurs reprises de monopoliser ce commerce, avec de considérables succès.
En 1453, la prise de Constantinople par les Turcs, qui leur donne de facto le contrôle du détroit du Bosphore reliant la mer Noire à la Méditerranée, affecte considérablement le commerce génois et entame le déclin de la Gazarie.
En 1475, les Ottomans prennent la principauté de Théodoros. Les Génois sont contraints de quitter Caffa ainsi que leurs autres colonies de Gazarie et de la mer Noire, marquant la fin de la Gazarie et, par voie de conséquence, des routes de la soie. Celles-ci sont remplacées par les Européens par de nouvelles routes commerciales reliant l'Asie en contournant l'Afrique par le Sud, après la découverte et le franchissement du cap de Bonne-Espérance par des navigateurs portugais en 1488.
La Crimée reste pendant trois siècles intégrée à l'Empire ottoman, jusqu'à son annexion par la Russie en avril 1783.

## Organisation de la ville
Deux lignes de fortification protègent la ville de Caffa, la citadelle et les murailles extérieures.
Le périmètre des fortifications extérieures de la ville est long de près de 5,5 km et comprenait plus de 30 tours, chaque tour portant soit le nom d'un consul, soit d'un pape. Vue en plan, les fortifications de la ville ont la forme d'un amphithéâtre, dont la scène est la baie de Théodosie (en).
La citadelle abritait le palais consulaire, le trésor, la résidence de l'évêque latin, le palais de justice avec balcon pour annoncer les décrets consulaires, les bureaux de contrôle des poids, les entrepôts et les magasins de biens particulièrement précieux (pierres précieuses, fourrures, soie).

## Vestiges

### Fortifications
Au XIXe siècle, la plupart des structures de la ville sont démantelées. Aujourd'hui ne demeurent que le mur sud de la citadelle avec deux tours (la tour de Saint-Clément et la tour Crisco), une partie du mur ouest, des pylônes de porte ainsi que plusieurs tours dans différentes parties de la ville (Dokova, Constantine, Thomas et consul Giovanni di Scaffa).

### Églises arméniennes
Sur le territoire le plus proche de la citadelle, un pont, des bains turcs ainsi que plusieurs églises arméniennes (Temple de l'Iveron Icône de la Mère de Dieu (ru), Église grecque de Saint-Georges (ru) et Église Saint-Démétrios de Solunsky (ru)) ont également été conservés.